# تکامل (فیلم ۱۹۹۵)
تکامل (به انگلیسی: Evolver) فیلمی محصول سال ۱۹۹۵ و به کارگردانی مارک روسمان است. در این فیلم بازیگرانی همچون ایتان امبری، کسیدی را، سیندی پیکت، جان دی لانسی، پال دولی، ویلیام اچ میسی و تیم گریفین ایفای نقش کرده‌اند.